# InfiniBand

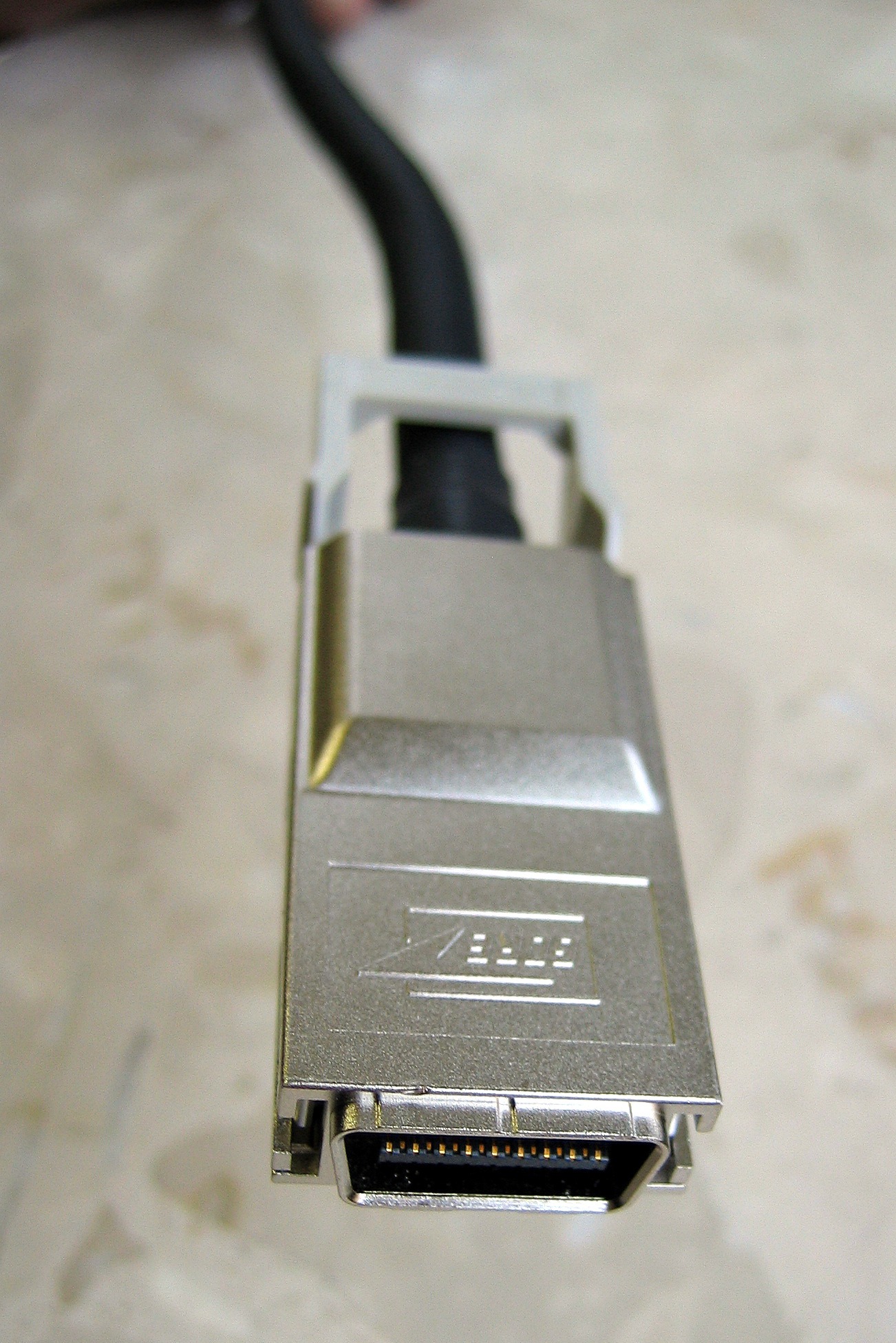
Kabel van Infiniband

InfiniBand is een hogesnelheid seriële computerbus bedoeld voor zowel interne als externe verbindingen. Het is het resultaat van een samensmelting van twee concurrerende ontwerpen, Future I/O, ontwikkeld door Compaq, IBM en Hewlett-Packard, en Next Generation I/O (ngio), ontwikkeld door Intel, Microsoft en Sun Microsystems. Aan de zijde van Compaq lag de ontstaansgeschiedenis in Tandems ServerNet. Deze techniek stond korte tijd bekend als System I/O totdat de uiteindelijke naam werd aangenomen. 
InfiniBand maakt gebruik van een bidirectionele seriële bus om de kosten én de vertraging laag te houden. Desondanks is het erg snel, 10 Gbit/s in beide richtingen. InfiniBand maakt gebruik van een geswitchte topologie zodat verschillende apparaten tegelijk gebruik kunnen maken van het netwerk (in tegenstelling tot een bus topologie). Data wordt verzonden in pakketjes die bij elkaar gevoegd worden om zo een bericht te vormen. Een dergelijk bericht kan een directe geheugen leestoegang of schrijfoperatie zijn van of naar een andere node (Remote DMA of RDMA), een zend- of ontvangstpakket, een transactiegebaseerde operatie of een multicasttransmissie.
Net als het kanaalgebaseerde model in mainframes starten of eindigen alle transmissies met een kanaaladapter. Elke processor beschikt over een Host Channel Adapter (HCA) en elk randapparaat beschikt over een Target Channel Adapter (TCA). Deze adapters kunnen ook informatie uitwisselen voor beveiliging of quality of service (QoS).
Het primaire doel van InfiniBand lijkt het koppelen van CPU's en hun hogesnelheidsapparaten tot een cluster voor "back-office" applicaties. In deze rol zal het PCI, Fibre Channel en verschillende andere verbindingssystemen zoals Ethernet vervangen. Uiteindelijk zouden alle CPU's en randapparatuur verbonden zijn in één Infiniband netwerk. Dit heeft een aantal voordelen naast hogere snelheid waaronder het feit dat normaal "verborgen" apparaten zoals PCI-kaarten door ieder apparaat in het netwerk aangesproken kunnen worden. Theoretisch gezien zou dit het maken van computerclusters moeten vergemakkelijken en zelfs goedkoper maken omdat meer apparatuur kan worden gedeeld. 